# Lishu (häradshuvudort i Kina, Heilongjiang Sheng, lat 45,09, long 130,69)
Lishu (kinesiska: 梨树, 梨树区) är en häradshuvudort i Kina. Den ligger i provinsen Heilongjiang, i den nordöstra delen av landet, omkring 320 kilometer öster om provinshuvudstaden Harbin. Antalet invånare är 76 361. Befolkningen består av 37 199 kvinnor och 39 162 män. Barn under 15 år utgör 9,0 %, vuxna 15-64 år 77 %, och äldre över 65 år 12,0 %.
Runt Lishu är det ganska glesbefolkat, med 43 invånare per kvadratkilometer. Lishu är det största samhället i trakten. I omgivningarna runt Lishu växer i huvudsak blandskog.
Genomsnittlig årsnederbörd är 855 millimeter. Den regnigaste månaden är juli, med i genomsnitt 176 mm nederbörd, och den torraste är januari, med 4 mm nederbörd.